# Erich Srbek
Erich Srbek, né le 4 juin 1908 en Autriche-Hongrie (aujourd'hui en République tchèque) et mort le 24 février 1973 en Tchécoslovaquie, était un footballeur et entraîneur tchécoslovaque, qui jouait en tant que milieu de terrain.

## Biographie
Pendant sa carrière de club, il évolue tout d'abord au DFC Prague, avant de partir pour le grand club tchèque du Sparta Prague. Puis il part finir sa carrière au Viktoria Žižkov.
Il joue 14 matchs avec l'équipe de Tchécoslovaquie et ne marque aucun but entre 1930 et 1936. 
Mais il est surtout connu pour avoir participé à la coupe du monde 1934 en Italie où son pays parvient jusqu'en finale contre les Italiens.
Après sa retraite footballistique, il devient entraîneur. Il entraîne le Sparta Prague une première fois entre 1948 et 1953, puis le même club une seconde fois entre 1957 et 1958.